# 温明殿遗址
温明殿遗址是西汉时的一座宫殿遗存，位于中国河北省邯郸市学步桥西部，沁河沿岸，是汉高祖刘邦为其子赵王刘如意建造大型宫殿，也是邯郸城内一处重要文化遗址。赵幽王刘友和赵共王刘恢、赵王吕禄先后在这里居住过。

## 历史
前198年，刘邦封刘如意为赵王，并且以邯郸为都邑。在邯郸原赵王宫殿旧地的基础上重建邯郸宫城，其中温明殿即为其中一座大型建筑物。东汉初年，汉武帝刘秀也曾在温明殿居住过一段。其后毁于战火。地表建筑不存，只剩下建筑的基座。
唐代李贤注称“汉赵王如意之殿也，故基在洺州邯郸县内”。也可以说明，唐朝时期温明殿故基还可以辨别。根据考古勘探，温明殿的具体位置应在今丛台之西的蔚庄村西北角，西距“梳妆楼”约560米。二十世纪五十年代，此处还有一座长方形的土平台。周边散落着许多碎砖瓦，并出土了“春云纹瓦当”和“千秋万岁瓦当”等具有汉代宫殿建筑特征的瓦块。1980年之前的大殿基座土台南北长25米，东西宽21米，台高2.1米，与汉代文化层相连，其中发掘了大量汉代遗物，证明传说的温明殿确是汉代赵王宫城的建筑之一，后因为修路，被夷平。现温明殿的遗址踪迹全无，只有幸福路路边上的一通遗址碑树立在此。

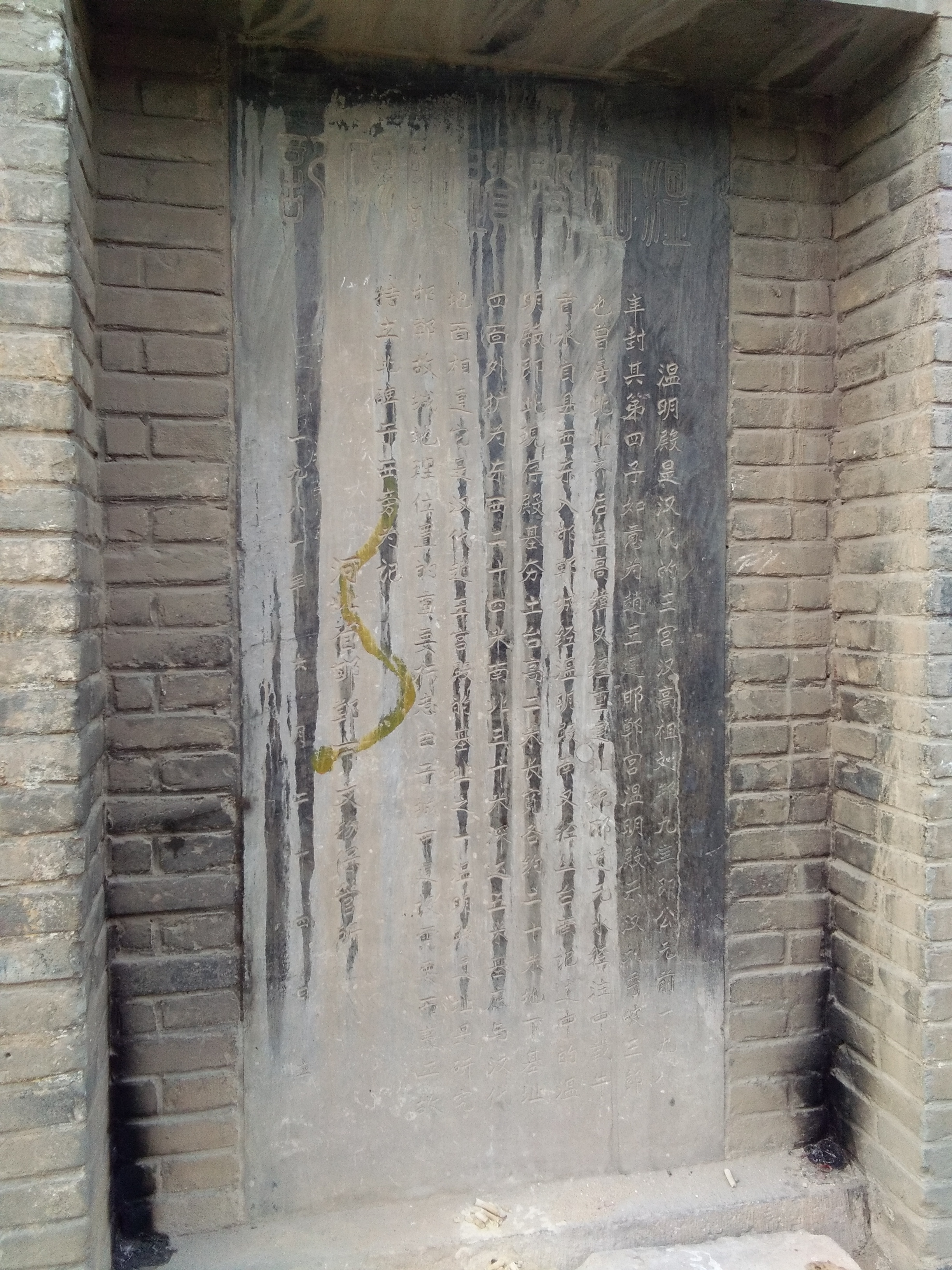
温明殿遗址碑所记载的碑文

## 命名争议
早在西汉初年“温明”一词就已出现，是专指丧葬礼具。将刘如意的寝殿命名为“温明”，如同当今将一处新建建筑叫陵园和坟地一样，十分忌讳。关于为何刘邦将这座宫殿命名为“温明”二字，史书记载不详。

## 后世纪念
- 元成宗年间监察御史王恽过邯郸的一首诗：“黄粱梦短不须惊，满马红尘过赵城;独上荒台重惆怅，野烟无处认温明。”
- 明朝人王供辰所写《温明殿》：“帝子鸾舆久不归，寥寥古殿锁斜晖。柳摇疏影疑青盖，花夺余光诧锦衣。佩玉鸣鸾何处有？落霞孤鹜一齐飞。汉家宫阙皆尘土，莫把当时论是非。”
- 清代诗人李素曾写下：“温明古殿锁烟霞，怅望当年一叹嗟！暮雨荒苔无剩瓦，夕阳衰柳有啼鸦。楼台故址生禾黍，脂粉残妆作野花。在昔豪华都寂寞，空教牧竖笑王家。”
- 1981年6月，中国自书法泰斗李守诚写下《温明殿遗址碑记》。并在该地立下高185里面，宽83里面的石碑，该碑竖行共11行，总计230字；碑正文9行，总计207字[參⁠ 8]。